# Fekete-tengermelléki-alföld
A Fekete-tengermelléki-alföld (ukránul: Причорноморська низовина, Pricsornomorszka nizovina, románul: Câmpia Mării Negre)  Ukrajna déli részén található, és benyúlik Moldova területére is. Ukrajnában közigazgatásilag az Odesszai terület, a Mikolajivi terület, a Herszoni terület, valamint a Krím északi része tartozik ide. A Duna-deltától a Lozuvatka-folyóig terjed, 600 km hosszan és 120–150 km szélesen húzódik. Északon a Moldvai-hátság, a Podóliai-hátság, a Dnyepermelléki-hátság, északkeleten az Azovmelléki-hátság és a Donyeci-hátság határolja, délen a Fekete-tenger és az Azovi-tenger. Anyagát főképp lösz, kagylós mészkő, homok és agyag alkotja. A folyók torkolatára itt a tölcsértorkolat a jellemző. A déli részén húzódik az Észak-krími-síkság, melyhez a Szivasmelléki-alföld, a Középkrími-síkság és a Tarhankuti-hátság tartozik.